# Czech Hockey Games 2018
21. edycja turnieju Czech Hockey Games została rozegrana w dniach 19-22 kwietnia 2018 roku. Brały w nim udział cztery reprezentacje: Czech, Szwecji, Finlandii oraz Rosji. Każdy zespół rozegrał po trzy spotkania, łącznie odbyło się sześć meczów. Pięć spotkań rozegrano w hali Tipsport Arena w Pardubicach, jeden mecz odbył się w rosyjskim Jarosławiu w hali Arena 2000. Turniej był trzecim, zaliczanym do klasyfikacji Euro Hockey Tour w sezonie 2017/2018. W rywalizacji zwyciężyła reprezentacja gospodarzy, przed Finlandią i Szwecją.

## Wyniki
| 19 kwietnia 2018 | Finlandia | 1:3 | Czechy | Tipsport Arena, Pardubice |

| Szczegóły      | Szczegóły             | Szczegóły       | Szczegóły                                                         | Szczegóły                                                                                            |
| -------------- | --------------------- | --------------- | ----------------------------------------------------------------- | --- |
| Godzina: 19:00 | A. Suomela (EQ) 11:56 | (1:1, 0:0, 0:2) | 09:05 (PP) F. Zadina 49:33 (PP) D. Jaškin 59:15 (EQ) A. Nestrašil | Widzów: 6212 Sędzia główny: Juri Oskirko Aleksandr Soin Sędziowie liniowi: Filip Ondráček Josef Špůr |
| Godzina: 19:00 | 12 min. kar           |                 | 18 min. kar                                                       | Widzów: 6212 Sędzia główny: Juri Oskirko Aleksandr Soin Sędziowie liniowi: Filip Ondráček Josef Špůr |

| 19 kwietnia 2018 | Rosja | 1:2 | Szwecja | Arena 2000, Jarosław |

| Szczegóły      | Szczegóły             | Szczegóły       | Szczegóły                                        | Szczegóły |
| -------------- | --------------------- | --------------- | ------------------------------------------------ | --- |
| Godzina: 19:00 | J. Dadonow (PP) 22:11 | (0:1, 1:0, 0:1) | 18:04 (PP) P. Zackrisson 40:41 (EQ) F. Händemark | Widzów: 9000 Sędzia główny: Aleksi Rantala Mikko Kaukokari Sędziowie liniowi: Nikita Wiługin Dmitrij Gołowłow |
| Godzina: 19:00 | 18 min. kar           |                 | 6 min. kar                                       | Widzów: 9000 Sędzia główny: Aleksi Rantala Mikko Kaukokari Sędziowie liniowi: Nikita Wiługin Dmitrij Gołowłow |

| 21 kwietnia 2018 | Czechy | 3:1 | Szwecja | Tipsport Arena, Pardubice |

| Szczegóły      | Szczegóły                                                       | Szczegóły       | Szczegóły               | Szczegóły                                                                                           |
| -------------- | --------------------------------------------------------------- | --------------- | ----------------------- | --------------------------------------------------------------------------------------------------- |
| Godzina: 14:20 | R. Hanzl (PP) 03:17 A. Nestrašil (PP) 49:23 R. Horák (EQ) 57:53 | (1:1, 0:0, 2:0) | 14:25 (EQ) C. Klingberg | Widzów: 6843 Sędzia główny: Juri Oskirko Aleksandr Soin Sędziowie liniowi: Jiří Gebauer Vít Lederer |
| Godzina: 14:20 | 12 min. kar                                                     |                 | 10 min. kar             | Widzów: 6843 Sędzia główny: Juri Oskirko Aleksandr Soin Sędziowie liniowi: Jiří Gebauer Vít Lederer |

| 21 kwietnia 2018 | Rosja | 1:2 | Finlandia | Tipsport Arena, Pardubice |

| Szczegóły      | Szczegóły            | Szczegóły       | Szczegóły                                      | Szczegóły                                                                                                 |
| -------------- | -------------------- | --------------- | ---------------------------------------------- | --- |
| Godzina: 18:15 | N. Gusiew (EQ) 07:15 | (1:0, 0:1, 0:1) | 34:39 (PP) H. Jokiharju 58:02 (EQ) J. Sallinen | Widzów: 3357 Sędzia główny: Jan Hribik Vladimír Pešina Sędziowie liniowi: Tomáš Brejcha Rudolf Tošenovjan |
| Godzina: 18:15 | 10 min. kar          |                 | 4 min. kar                                     | Widzów: 3357 Sędzia główny: Jan Hribik Vladimír Pešina Sędziowie liniowi: Tomáš Brejcha Rudolf Tošenovjan |

| 22 kwietnia 2018 | Czechy | 2:1 | Rosja | Tipsport Arena, Pardubice |

| Szczegóły      | Szczegóły                                   | Szczegóły       | Szczegóły               | Szczegóły                                                                                             |
| -------------- | ------------------------------------------- | --------------- | ----------------------- | --- |
| Godzina: 14:20 | F. Chytil (PP) 08:36 M. Stránský (EQ) 20:14 | (1:0, 1:0, 0:1) | 49:27 (PP) A. Kruczinin | Widzów: 6585 Sędzia główny: Tobias Björk Mikael Holm Sędziowie liniowi: Stanislav Barvíř Peter Blümel |
| Godzina: 14:20 | 12 min. kar                                 |                 | 14 min. kar             | Widzów: 6585 Sędzia główny: Tobias Björk Mikael Holm Sędziowie liniowi: Stanislav Barvíř Peter Blümel |

| 22 kwietnia 2018 | Szwecja | 3:7 | Finlandia | Tipsport Arena, Pardubice |

| Szczegóły      | Szczegóły                                                         | Szczegóły       | Szczegóły | Szczegóły                                                                                           |
| -------------- | ----------------------------------------------------------------- | --------------- | --- | --------------------------------------------------------------------------------------------------- |
| Godzina: 18:15 | A. Rödin (EQ) 27:21 D. Everberg (EQ) 48:10 D. Everberg (EQ) 55:36 | (0:1, 1:2, 2:4) | 09:21 (EQ) A. Suomela 20:55 (EQ) O. Palola 33:21 (EQ) H. Jokiharju 41:42 (EQ) J. Puustinen 52:37 (EQ) P. Jormakka 59:45 (SH) V. Pokka 59:59 (EQ) S. Sandell | Widzów: 2572 Sędzia główny: Martin Frano Robin Sir Sędziowie liniowi: Jiří Svoboda Miroslav Lhotský |
| Godzina: 18:15 | 4 min. kar                                                        |                 | 2 min. kar | Widzów: 2572 Sędzia główny: Martin Frano Robin Sir Sędziowie liniowi: Jiří Svoboda Miroslav Lhotský |

## Klasyfikacja
| Poz. | Zespół    | M | Pkt | Z | WpD | PpD | P | G+ | G- | +/- |
| ---- | --------- | - | --- | - | --- | --- | - | -- | -- | --- |
| 1    | Czechy    | 3 | 9   | 3 | 0   | 0   | 0 | 8  | 3  | +5  |
| 2    | Finlandia | 3 | 6   | 2 | 0   | 0   | 1 | 10 | 7  | +3  |
| 3    | Szwecja   | 3 | 3   | 1 | 0   | 0   | 2 | 6  | 11 | -5  |
| 4    | Rosja     | 3 | 0   | 0 | 0   | 0   | 3 | 3  | 6  | -3  |

## Wyróżnienia indywidualne
- Klasyfikacja kanadyjska:
Najlepsi zawodnicy na każdej pozycji wybrani przez dyrektoriat turnieju:
- Bramkarz:
- Obrońca:
- Napastnik: